# Dipòsit d'aigua per als molins d'oli (Maials)
El Dipòsit d'aigua per als molins d'oli és una obra del municipi de Maials (Segrià) protegida com a bé cultural d'interès local.

## Descripció
El dipòsit per emmagatzemar l'aigua del molí d'oli és situat a la part nord de Maials, al carrer de la Trinitat i és construït amb carreus de pedra sorrenca.
Avui en dia es troba en desús i totalment a la intempèrie cosa que n'afavoreix la degradació. Existeix el projecte de netejar-lo i cobrir-lo per tal que es pugui visitar, al mateix temps que es pavimenta la zona per tal de donar accés a les noves parcel·les urbanes.

## Història
Al llarg de la història el municipi de Maials ha tingut problemes d'abastiment d'aigua. Per poder fer funcionar els molins d'oli que hi havia a la segona meitat del segle xix es van haver de construir dipòsits d'aigua. L'any 1862 s'establia el manteniment de la bassa major. Cada propietari de molí d'oli havia de netejar sis pams per cada premsa que tingués. Als ramaders se'ls obligava a netejar tres pams i la resta del manteniment l'havien de fer entre tots els veïns. L'Ajuntament acordà que els propietaris de molins d'oli no poguessin agafar aigua quan les basses estiguessin per sota de la meitat de la seva capacitat. Si l'aigua de la bassa s'acabava els amos dels molins n'havien de cedir dels seus dipòsits.